# Taquínids
Els taquínids (Tachinidae) són una família de dípters braquícers de l'infraordre dels esquizòfors. Es un grup ampli i divers amb 1.597 gèneres i 9.626 espècies. Tots elles són parasitoides proteleans o ocasionalment paràsits d'artròpodes.

## Distribució

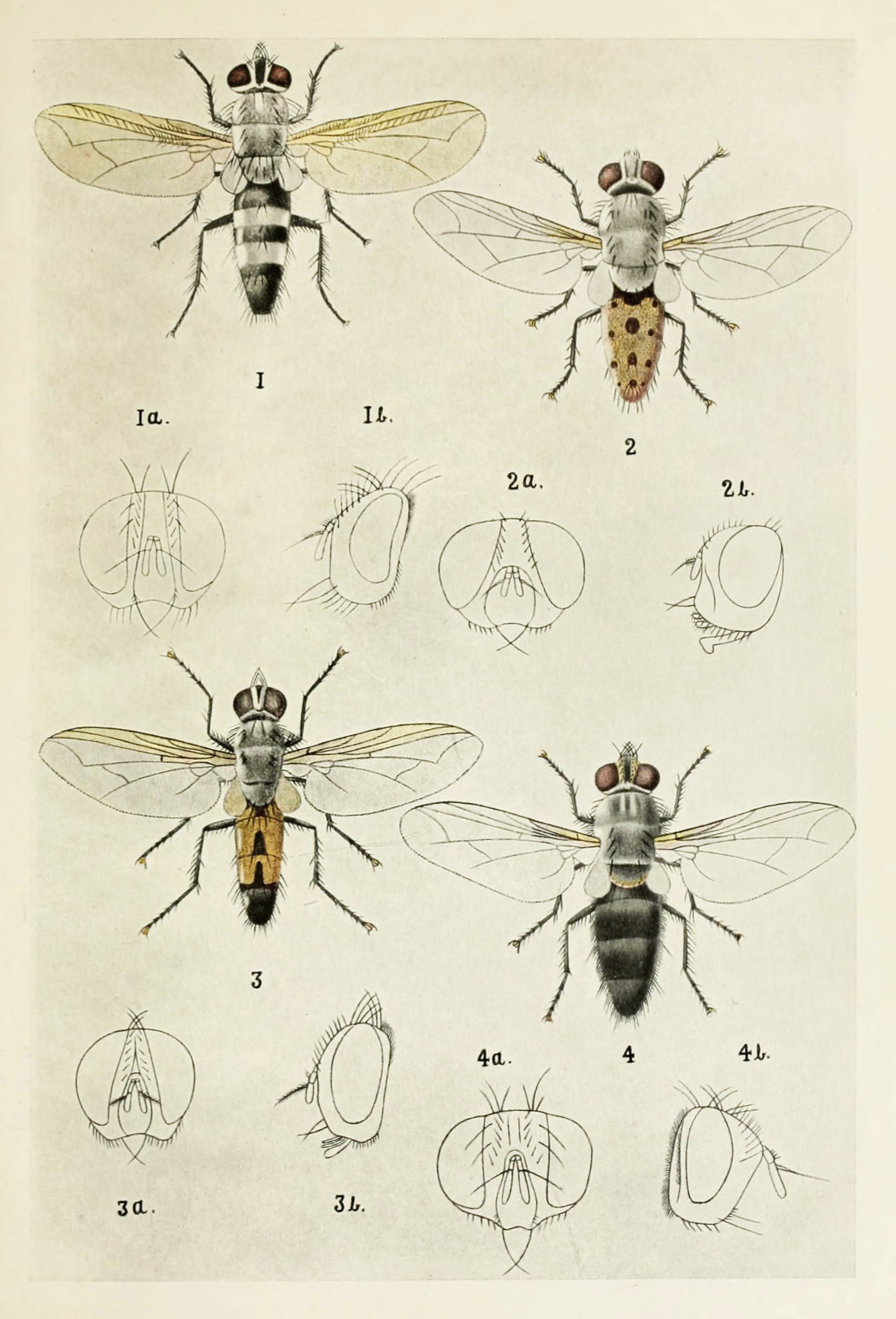
Imatge per Harold Maxwell-Lefroy - Tachinidae

Aquesta família és cosmopolita incloent la regió neotropical i la neàrtica, Afrotropical, Paleàrtica, Oriental, Australàsia i Oceànica.
El seu cicle vital és variable segons les espècies.